# Norm (galoistheorie)
In de galoistheorie, een deelgebied van de wiskunde, is de norm een afbeelding die elementen van een groter lichaam afbeeldt op een kleiner lichaam. De norm van een element van dit lichaam is het product van alle conjugaten van dit element.
Omdat dit normbegrip zich op wezenlijke punten onderscheidt van het begrip norm, zoals dit bijvoorbeeld wordt gebruikt in een genormeerde vectorruimte, spreekt men voor dit begrip in het Duitse taalgebied vaak van een lichaamsnorm, dit in tegenstelling tot de meer bekende vectornorm.

## Definitie
Zij L een eindige uitbreiding van een lichaam K met galoisgroep G = Gal(L/K). Voor een element α ∈ L is de norm (van L naar K) van α gedefinieerd als
{\displaystyle N_{L/K}(\alpha )=\prod _{\sigma \in G}\sigma (\alpha )}.
Dit wil zeggen dat NL/K(α) gelijk is aan het product van de elementen die geconjugeerd zijn aan α. Voor elke α ∈ L geldt dat NL/K(α) een element is uit K. In het bijzonder stel dat L = {\displaystyle \mathbb {F} _{q^{m}}} een eindige galois-uitbreiding is van K = {\displaystyle \mathbb {F} _{q}}. Dan geldt er:
{\displaystyle N_{L/K}(\alpha )=\alpha \alpha ^{q}\cdots \alpha ^{q^{m-1}}=\prod _{i=0}^{m-1}\alpha ^{q^{i}}=\alpha ^{(q^{m}-1)/(q-1)}.}
Neem als voorbeeld q = 3, m = 4 zodat K = {\displaystyle \mathbb {F} _{3}} en L = {\displaystyle \mathbb {F} _{81}}, en α ∈ L. De geconjugeerde elementen van α worden gegeven door α2 en α3. Dan geldt er voor de norm:
{\displaystyle N_{L/K}(\alpha )=\alpha ^{(3^{4}-1)/(3-1)}=\alpha ^{40}.}.